# Dobreni (Neamț megye)
Dobreni település Romániában, Moldvában, Neamț megyében.

## Fekvése
A DN 15C út mellett Karácsonkőtől északra, Crăcăoani falu előtt fekvő település.

## Nevezetességek
- Sărata-Dobreni fatemplom (Biserica de lemn Sărata-Dobreni) - A 18. században épült.